# Jagen auf Französisch
Jagen auf Französisch (Originaltitel Chasse gardée) ist ein französisch-belgischer Spielfilm aus dem Jahr 2023 mit Didier Bourdon, Camille Lou und Hakim Jemili, der unter der Regie von Frédéric Forestier und Antonin Fourlon nach einem Drehbuch von Antonin Fourlon entstand.

## Handlung
Adélaϊde und Simon leben in einem kleinen Appartement in Paris, wo sie auf einer Ausziehcouch schlafen. Die Kinder Romy und Léon sowie Katze Cachette haben ebenfalls nur wenig Platz. Von einer Maklerin erhalten sie ein Angebot für ein Haus auf dem Land in St. Hubert du Bois. Das Angebot scheint fair zu sein, das Paar akzeptiert daher den Kauftrag. 
Allerdings ist der Kauf an die Bedingung geknüpft, dass Haus und Garten während der Jagdsaison von September bis Februar Jagdrevier der Dorfbewohner ist. Das wird dem Paar allerdings erst im September so wirklich bewusst, nachdem die Familie bereits einzogen ist und das Haus renoviert hat.
Die Auflage im Kaufvertrag erlaubt es Bernard, Michel, André und den anderen Jägern im Ort, im Garten des Hauses und im angrenzenden Wald zu schießen. Adélaϊde und Simon fürchten um das Leben ihrer Kinder. Es entsteht ein Kleinkrieg, der die Familie zu Außenseitern im Dorf werden lässt. In der Folge bitte Camille auch ihren Vater Gaspard, einen Rechtsanwalt, gegen die Jagd zu klagen. 
Vom Dorfbewohner Benjamin erfährt das Paar, was mit dem Vormieter passiert ist. Nach einem Gelage im Garten, bei dem Cachette verschwindet, zieht die Familie ohne Katze frustriert zurück nach Paris.

## Produktion und Hintergrund
Der Film wurde von Curiosa Films, Starman Films, TF1 Films und der belgischen Umedia produziert, als Produzenten fungierten Julien Arnoux, Olivier Delbosc, Bastien Sirodot und Cédric Iland. Unterstützt wurde die Produktion von Belgian Tax Shelter und Pictanovo – Région Hauts-de-France.
Die Dreharbeiten fanden vom 8. August bis zum 30. September 2022 in Frankreich statt, gedreht wurde in den Regionen Paris/Île-de-France und Hauts-de-France.
Die Kamera führte Christian Abomnès, die Musik schrieb Erwann Chandon, die Montage verantwortete Thibaut Damade und das Casting Michaël Laguens. Das Szenenbild gestaltete Florian Augis, das Kostümbild Natalie Van Der Meulen, den Ton Hugo Deguillard, François-Joseph Hors, Sébastien Jeannotund Alexandre Hernandez und die Maske Bilytis Barabas.

## Veröffentlichung
Der französische Kinostart war am 20. Dezember 2023. In Deutschland sollte der Film ursprünglich am 19. Juni 2025 im ZDF erstmals ausgestrahlt werden.

## Rezeption
Filmdienst bezeichnete die Produktion als temporeiche Komödie mit handfestem Humor und teils hintersinnigen, teils albernen Gags. Das Motiv überfüllter Städte und sterbender Dörfer werde im Hintergrund durchaus ernsthaft aufgegriffen, im letztlich versöhnlichen Geist des Films aber stetig zurückgedrängt.